# Zeeuwse koorts
De Zeeuwse koortsen waren een gematigde vorm van malaria die op Walcheren voorkwam en in combinatie met besmettelijke infectieziekten in veel gevallen dodelijk verliep.
Van de 40.000 Engelse soldaten die in 1809 tijdens de Walcherenexpeditie Zeeland binnenvielen om Napoleon Bonaparte zo in de rug aan te vallen en het strategische Antwerpen te bedreigen waren er binnen enkele weken al 13.000 door deze ziekte geveld. Daarom werd de Grote Kerk van Veere zo veel mogelijk als lazaret ingericht. Nog datzelfde jaar 1809 trokken de Engelse troepen zich terug. Zij waren niet door de Fransen maar door de muskieten verslagen.
In de Grote Kerk van Veere stierven 1427 mannen in negen maanden tijd. Naar schatting zijn onder de Engelse troepen 4000 man aan de gevolgen van de Zeeuwse koorts overleden. Door gevechtshandelingen stierven minder dan 50 Engelse manschappen.